# ぜんまいざむらい
『ぜんまいざむらい』は、m&k（丸山もも子と鍬本良太郎）原作のNHK教育テレビジョンで放送されていた、A-1 Pictures・ノーサイド制作のテレビアニメである。

## 概要
テレビアニメは一話5分のミニ番組として、同局で2006年4月3日から放送されていた。第2シーズン以降から夕方の放送枠が、第3シーズン以降は朝と夕方の両方の放送枠が10分に拡大され基本的に二本立てでの放送となったが、10分で一本の話もある。また、挿絵は『めばえ』、『幼稚園』、『小学一年生』、漫画は雑誌『小学二年生』、『コロコロイチバン!』（いずれも小学館）で連載。制作はA-1 Pictures、ノーサイド。
2006年12月31日には、「大晦日スペシャル」として新作が三本、オープニングテーマも通常より長めのものが放送された。
途中でのハイビジョン製作の移行は番組終了まで一貫して行われず、横縦比4:3による標準画質で制作されていた。
2009年4月以降は新作も1話も作れず、2010年3月26日をもって教育テレビでの放送を終了。翌週の3月29日から2011年3月21日まで毎週月曜午後6時50分〜6時55分、BSハイビジョンにおいて新作なしの放送されていた（なお、10分版は放送されない）。
2011年3月27日をもってBSハイビジョンでの放送を終了。
NHK以外では2011年4月16日よりキッズステーションにて再放送を開始した。

## あらすじ
時は西暦2015年。舞台は、明治時代が始まらず江戸時代が続いたままからくり仕掛けが発達した町「からくり大江戸」。200年前、団子を盗もうとしたところ、ねずみに驚いて井戸に落ちて死んでしまった泥棒・善之助は、「大福の神」によって頭にぜんまいハンドルと、悪人を改心させる必笑だんご剣を与えられ、ぜんまいざむらいとしてからくり大江戸に復活する。ぜんまいばねがほどけ切ってしまうと再び死んでしまうが、善いことをするとばねが巻かれてしばらくの猶予を得る。大福の神の「108の良い事をすると人間に戻れる」との言葉に従い、ぜんまいざむらいは善行を積む。

## キャラクター

### メインキャラクター
ぜんまいざむらい
声 - 鈴木晶子
性別 - 男
本作の主人公。頭の上にチョンマゲの代わりにぜんまいのハンドル、着物に継ぎ当てのある袴、幅広の帯を締め、腰に団子を連ねた「必笑だんご剣」を挿している。一人称は「おいら」。
正義感が強く、悪人を見つけると威勢良く飛び掛って行き、善を施していく。その行動力や多くの活躍から、からくり大江戸では誰もが知る存在である。食いしん坊で、大好物の団子は一日に25串も食べている。酸っぱい物、特に梅干が大の苦手。ネズミも苦手であり、ネズミの声に怯えて不眠症になるほど。一度だんごの食べ過ぎによる偏食でだんごの悪夢に会い、だんごが苦手になってしまったことがある。
200年前は善之助（ぜんのすけ）という名の泥棒だった。ネズミに驚いて井戸に転落死するも、大福の神によって改心することを条件に「ぜんまいざむらい」として復活し、生きてかつ本当の人間に戻るために108回の善行を目標に励む。第152話時点ですでに108回の善を施し終わったことが判明しているが（大福の神いわく「なにせ数えるほうが数えるほうだから…」（数えるほうとは天蓋男のこと））、1年以上経っているため利子が付いてしまい、今の姿のまま善を施し続けることになった。
ずきんちゃんが好きで、一緒に団子を食べるほどの仲である。
勉強が苦手であり、「英語」や「ロック」など最新のものはあまり知らない。
ぜんまいバネが解けたり、動きが悪くなると気分が悪くなる。そのため時々機械油を差してぜんまいの整備をしている。バネが解け切ってしまうと最後には死んでしまう。人助けのために2回ぜんまいを解いて死んでしまうが、善行を見ていた大福の神によって復活。
必殺技は、「ぜんまいざむらい音頭」のリズムに乗って腰の「必笑だんご剣」を振り、先についた団子を投げて相手に食べさせるもの。団子を食べた者はそのおいしさで幸せな気持ちになるため、争いや喧嘩を落ち着かせて反省や和解をさせたり、悪事を働こうとした者を改心させるために使用している。元気がない人やくじけそうな人が食べることによって、その人を元気にさせる効果もある。さらに、ぜんまいざむらいが記憶を無くした時にはなめざえもんに食べさせられて記憶を取り戻すという効能も発揮した。剣はぜんまいざむらいにしか抜くことができないが（ただし本人でも心が乱れていると抜けない）、鞘から抜けている状態であれば誰にでも扱える。
強い電気ショックを受けるとぜんまいのプラスとマイナスが入れ替わってアクタレざむらいになり、悪いことばかりをしてしまう。この姿で抜いただんご剣は非常に不味く、食べた人を悪人にしてしまう。再び電気ショックを受けると元に戻る（アクタレになっていた間のことは覚えていない）が、2度目は電気に耐性が付いていた。
第3期からは、「必笑七色だんご剣」を大福の神から授けられた。「必笑七色だんご剣」は「必笑だんご剣」より強力で、だんご剣が効かないなどの緊急事態のみ使用する。そのため常に装備しておらず、わたあめ姫か大福の神の助けが必要である。
豆丸
声 - 川崎恵理子
性別 - 男
ぜんまいざむらいに弟子入りしている、伊賀の国出身の見習い忍者。一人称は「拙者」、語尾に「でござる」を付ける。主に本編での説明役を務める。
ぜんまいざむらいと共に「だんごやいっぷく」に居候中。背は低いが、いつか高くなりたいと願っている。また、おねしょ癖がある。
普段から青い忍者服で、いつも覆面で口を隠しており、食べる時のみ口が見える。頭の上にあるポンポン状のものには綱がついていて、天井から降りる時などにポンポンを伸び縮みさせて使う。
子供のため忍術は未熟な面が目立つ。高所からの着地は下手で、手裏剣も練習中である。
両親と3人兄妹の5人家族で、兄妹の長男。弟の小豆丸と、妹のごまちゃんがいる。
他の人物には基本的に殿付け（「ぜんまいざむらい殿」「なめざえもん殿」「おばば殿」など）で呼ぶ。放送が始まった頃はずきんちゃんを「ずきんちゃん」と呼んでいたが、途中から「ずきん殿」に呼び方を変えている。
ずきんちゃん
声 - 那須めぐみ
性別 - 女
本作のヒロイン。その名のとおり頭巾がトレードマーク。
心優しく可愛らしい女の子。店でフィギュアが売り出されるなど、からくり大江戸においては名の知れた人物である。
第67話「花嫁はずきんちゃん」や第90話「赤ちゃんが来た!」などの回で裳着済と見られるシーンがある一方、「子供遊覧船」に乗船するなど未成年のような描写もある。
ぜんまいざむらいとなめざえもんに好かれているが、本人はぜんまいざむらいの方が好き。しかしなめざえもんの事が嫌いというわけではないらしく、話によっては2人で行動したり、第168話「しめきりは月ようび」では話題の本について盛り上がったりもしている。
年上の人物には基本的に様付け（「ぜんまい様」「なめざえもん様」「おばば様」など）で呼ぶ。豆丸に対しては放送初期は「豆丸さん」と呼んでいたが、途中から「豆丸ちゃん」に呼び方を変えている。
なお、頭巾の下はアフロヘアーのような天然パーマ。本人はそれにコンプレックスがあるらしく、人前で頭巾を取ることはめったにない（自分の意思で見せた相手はぜんまいざむらいだけ）。
だんご剣の力で改心した怒りの用心棒に代わり、怒りの力で「電撃おこし剣」を抜くことがある（アクタレざむらいになったぜんまいざむらいを感電させ元に戻したこともあった。2度目は寝ているふとんたたきざむらいを起こす為に使ったが電撃が強すぎた。）。また、まれに「花柄ずきん」として現れ、善を施す場合がある。
将来は頭巾職人となり、自分で店を開くことが夢。そのため学びの塔へ通って裁縫の修行をしている。
「ぼたん」という名の犬を飼っている。
だんごやおばば
声 - 野沢雅子
性別 - 女
団子屋「だんごやいっぷく」のおばばで、本人が作る3色団子は絶品である。髪型も団子に似ている。髪を下ろすと非常に長く、妖怪と間違えられたこともある。
よく悩殺ポーズを披露しており、その度に「出た〜!おばばの悩殺ポーズ!」とぜんまいざむらいと豆丸に気持ち悪がられ、スズメが逃げ出してしまうほど恐れられているが、本人はセクシーだと思い込んでいる。時には着物の衿をはだけさせて肌を見せたり、「悩殺投げキッス」も披露する。
ぜんまいざむらいと豆丸を居候させているが、豆丸のおねしょ癖には厳しい。
なめざえもん
声 - 陶山章央
性別 - 男
ぜんまいざむらいのライバル。
金持ちであることとリーゼントのような細長い髷を自慢とする、我侭かつ傲慢でナルシストな性格。小判を連ねた刀「小判剣」を常にさしている。お金で買えないものはないと思っており、多額の金を要する場面では「金ならいくらでもあるでやんす」と言って小判剣を抜いて金持ちであることを自慢する。言動で人を見下した表現をすることが多い（特にぜんまいざむらいに対して）。本作のいわゆる敵役であり、必笑だんごを食べさせられた回数も一番多い。必笑だんごを食べた後は他の悪役同様自分の行動を馬鹿らしく思い、正しい行動に修正している。
ぜんまいざむらいとはよく喧嘩しているが、彼が瀕死の危機の際は悲しみ、互いに協力し合うという面もある。アクタレざむらいになったぜんまいざむらいを、髷と下敷きを擦り合わせ発生させた電撃（「なめざえもん静電気パワー」）で感電させ元に戻したり、囚われたぜんまいざむらいを助ける活躍を見せる。
なめママやおばばからは「なめちゃん」、豆丸からは「なめざえもん殿」（話によっては呼び捨ての場合もある）、ずきんちゃんからは「なめざえもん様」または「なめ様」と呼ばれている。ぜんまいざむらいからは一貫して呼び捨てされている。
一人称「あちき」、語尾に「でやんす」、笑い声は「にょほほ」。背中と袴にはルイ・ヴィトン風に「NZ」のイニシャルが入っており、このイニシャルはベッドのシーツや家の窓など、なめざえもんの所有するあらゆるものに使用されている。
なめママの話によれば5歳になると結婚するというしきたりがあるという。本人は「好きな女性は自分で探す」と言って家から飛び出し、からくり大江戸に上京したが、本当の理由は「自由気ままな生活を過ごしたい」からだった。
ずきんちゃんのことが大好きだが、無理矢理デートに付き合おうとしたり、接吻を迫ったりなどセクハラじみた行為をする他、ずきんちゃん絡みだと普段よりも嫌味になる。一方、わたあめひめに好意を寄せられているが、本人は迷惑がっていることが多い。
黒子姿の使用人が多数存在する。
茶じじ
声 - 加藤精三
性別 - 男
ずきんちゃんの実の祖父。「まっちゃ」という名のネコを飼っている。
ずきんちゃんに対しては一見厳しいようで非常に甘い。
のんびり屋で、ぜんまいざむらいの師匠的存在であるが、彼の名前を「ぜんざいざむらい」「ぜんぜんざむらい」「まいまいざむらい」などといつも間違えて呼んでおり（大抵は状況に合った言葉が入る）、回が重なると「絶望ざむらい」「全滅ざむらい」「ゼラチンざむらい」「贅肉ざむらい」「絶壁ざむらい」「絶命ざむらい」など、呼び方がどんどん悪化している。しかし、ぜんまいざむらいがアクタレざむらいに変身した際には「待て、アホタレざむらい！元のぜんまいざむらいに戻るのじゃ！」と、ちゃんと名前を間違えずに言えたこともある。
頭に被っている赤いベレー帽は外国人からもらったとされている。若い頃は剣術の大会で何度も優勝している剣の達人だった。剣は20年以上持っていないが、今でも強い。ただし第53話「ねらわれた茶じじ」では「昔とった杵柄」の通り機敏な串捌きを見せる一方、相手の気を反らせて隙を作るなど卑怯な戦法を使っている（佐々木小じじいわく「最低な技」らしい、この技は孫娘のずきんちゃんにも使ったことがある）。また、将棋の腕も一流である。
謎の天蓋男
声 - 近藤隆
性別 - 男
大福の神の使者。虚無僧のような大きな天蓋（編笠）を被っている（何枚も重ねて被っているらしい）。その素顔は大福の神ですら知らない模様。自分自身を「天ちゃん」と呼ぶことが多々ある。
ぜんまいざむらいを影から監視しており、善行を確認すると巻物に「ぜんまいざむらい  今日も善を施したり」と書いて物語を締める。たまに巻物に違うことを書いたり、登場して記録をつけた途端に災難（大抵はエピソード内で起こった災難が自分に降りかかる）に遭ったりと、物語のオチを務めることが多い。また、特に善行がない場合でも「善を施したり」と書くことがしばしばある。
天蓋男の顔が見たい大福の神に天蓋を取ろうとする瞬間をずっと見られていたが、実際は天蓋を少なくとも三重に被っていた為、見られなかった（それを見て、大福の神は見るのを諦めた）。
第86話「善を施してくれ〜」では、職務に忠実なことが災いし、医者の忠告を聞かず風邪により倒れた事があり、ぜんまいざむらいの必笑だんご剣で元気付けられたことがある（なお、ぜんまいざむらいが彼と対面するのはこの話で初めてである）。
お金はあまり持っていないらしく、かっぱ巻きばかり食べているからとやぐら寿司の板前さんにトロやウニを勧められるが財布の中を見て断ったり、なめざえもんの小判をちゃっかり拾っていたり、第198話「お仕事は大変だ!」で「小銭すら無いでやんす…」と呟いたりしたこともあった。また友達がいない様子であり、「お友達募集中」と呼びかけたこともある。
「突然ですがここからは人間語でお送りいたします」とコメントをはさみ、動物のセリフを日本語に訳すこともある。
ずきんちゃんフィギュアを全種コンプリートするなど、ミーハー。かみちよねーさんに片思いしている。

### サブキャラクター
大福の神
声 - 滝口順平
性別 - 男
ぜんまいざむらいにぜんまいと必笑だんご剣を与えた神様。大きな福耳とたくさんの歯を持った風貌で、雲に乗って、ラップ調で話す。自在に大きくも小さくもなれる。
ぜんまいざむらいからは、「大福大ちゃん」と呼ばれている（そのたびに「大福の神だっての!」とツッコむ）。だんごやいっぷくの裏庭にある井戸に住んでいる。
貧乏神とは神様幼稚園時代の同級生だが、仲はあまりよくない様子（輪投げが喧嘩の原因らしい。本人いわく「だって貧ちゃんがずーっと一人でやってて、貸してくれなかったんだもーん!!」）。
わたあめひめ
声 - 名塚佳織
性別 - 女
大福の神の姪。第3シーズンから登場。自らを「わらわは…」と呼び、喋る語尾に「…でごじゃりまする」を付ける。
性格は子供っぽく、かなりワガママな面が強い。
呪文を唱え雲を呼びよせ空を自由に飛び、魔法の力を使って、砂糖水でかなりべとべとのにわか雨を降らせる。この雨にはカプサイシンなどの辛味成分を消す働きもある。雲の魔法には限度があり、使い果たすと消える。わたあめを常備しそのわたあめを食べるとぜんまいざむらいのぜんまいが巻かれる効果もある。また雲に正直者の薬などをかけるとその効果が出る雨を降らすことができる。
人のため息を棒で巻くとわたあめにすることができる。巻かれた相手はため息の元である疲労感、不安感を取り除かれる。そのことは姫自身、偶然気づいた。しかし、鍋や温泉などの湯気を棒で巻くと冷水のように冷たくなる。
辛いものが苦手であり、からくり大江戸を甘い物だらけにした。子供扱いされることを非常に嫌う。
なめざえもんに好意を持つ。そのため、ずきんちゃんを一方的にライバル視している。ぜんまいざむらいのことは当初嫌いであった（本人曰く「顔がタイプではない」）。
必笑七色だんご剣は彼女が呪文を唱え大福の神に頼むと天（雲・虹・月・星）から降りてくる。
町人ピエール
声 - 金丸淳一
性別 - 男
西洋寺子屋で英語を教えている金髪碧眼のポルトガル人で、町娘からはモテモテ（最初のころは「ボンジュール、ムシュー」などとフランス語を喋っていた）。一人称は「わたし」または「あたし」（アクセントは「わたし（あたし）」）、語尾は「でゴンス」（熊本弁とも鹿児島弁ともいわれる）。
オカマのようにクネクネし、アクセントのおかしい日本語を喋るが、早口言葉は得意。勉強と寿司が好き。特に「ぱぴぷぺぽ」がお気に入り。本人いわく、ぱぴぷぺぽの半濁音を表す丸は英語のLOVEの「O」に似ており、愛情が込められているとのこと。寿司を食べるときは主人が理解できない言い回しでネタを頼む（一例として、「Garage（ガレージ）」=「蝦蛄（しゃこ）」、「How,much（ハウマッチ）」=「いくら」など）。
時々ぜんまいざむらいの加勢に現れることがある（ぜんまいざむらいに日々お世話になっているとのこと）。
花粉症である（しかし、ぜんまいざむらいたちは手紙を見て泣いたことから母国が恋しくなったと勘違いされた）。オリーブ油で髪を整える。
動物が苦手という設定があるが、劇中ではそのようなシーンはなかった。第3シリーズで猫のブリンダを預かっていたので、現在はその設定はなくなったようである。
漢字も書けるようになったが、調子に乗って町人にも分からない漢字を書いて皆に迷惑をかけてしまっている。
家族は母と妹がいる。
からくり大江戸に来る前は生粋のロックンローラーだった。
あくとり代官
声 - 大林隆介 / 美青年時代：金丸淳一
性別 - 男
鍋料理屋「あくとり亭」の主人にしてかなりの鍋奉行。
一見腹黒そうに見えるが、世の中の悪をなくしたいと常に願っているれっきとした善人。きれいな鍋料理を食べて人の心の中の悪をなくすため、からくり大江戸に「あくとり亭」を建てた。
町行く人に鍋を食べさせてあげるが、そのかわり無理矢理人生相談をさせる。悩みがないと言ったり、話を聞きたくないと言うと逆に怒られ、鍋を取り上げられる。本人いわく「悩みがないのならば…、お鍋を食べたくないのと同じでござる!!」とのこと。かなり話が長い上、幽霊ですら凍りつくほどの寒いダジャレを織り交ぜて喋るため、町の人からは迷惑に思われている部分もある（酷い時は客が全くいない時もあり、呼びかけても逃げられていた）。また、自分の言ったダジャレが受けなかった場合は「皆の衆、ここは笑うところでござろぅ？」と無理矢理笑わせるといったようにかなりの頑固者である。しかし、落武者の総大将からは「素人芸に過ぎない」と罵言をかけられショックを受けた。しかも「自分の駄洒落が面白くないのか!?」と落ち込んだ際、ぜんまいざむらいと豆丸にはっきりと肯定された。後に、「出張あくとり代官」と称し出前も始めた。
また、からくり大江戸で行われるイベントなどの司会も務めている。鍋の祭典ナベリンピックではからくり大江戸代表として出場した。
若い頃はかなりの美青年だったが、鍋料理ばっかり食べていたため、今では相撲取りのような体型になってしまった。さらに鍋のことしか頭に無く、また鍋に関しては本音しか言わないので（人が作った鍋に対しては大抵「不味い」といっていたため）、知らない間に多くの女性を泣かしていたとか。美味しい鍋料理を求め、九州の南までたどり着いた経験もある。前述の通り鍋に関しては妥協を許さず、「不味いものは不味い!!」とはっきりと主張する（そのため、熊を怒らせたこともある）。
かみちよねーさん
声 - 神代知衣
性別 - 女
姉御肌で、特に男性が憧れる艶っぽい女性。かなり厚化粧。金魚のきんさんを飼っている。
千代紙が得意。1か月に2回、寺子屋で、千代紙教室を開いている。また、着物の帯は鶴の形に結んである。占い箱で占いをしていることも（この正体は天蓋男しか知らない模様）。
また、少女時代はくの一に憧れていた他、気配に気づき手裏剣を飛ばすところが見られた。
ぼたん
声 - 藤屋裕子
性別 - 女
ずきんちゃんの飼っている犬。
顔は不細工だが、ずきんちゃんは可愛がっている。生まれてすぐに生き別れになった双子の妹のジュリエット（声：高田由美）がいる。
まっちゃ
声 - 神代知衣
性別 - 男
茶じじが飼っている猫。
「にゃいにゃい」と鳴く。目がとても細く、寝ているか起きているか傍目にはわからない。がにまたのような、面白い歩き方をする。人間語は喋らないが話していることを理解している様子。怒ると巨大化する。
模様は、抹茶の色と白。メストラやメスライオンに恋をしたことがある。一人称は「おいにゃ」（人間語吹き替え版の際）。
見栄城の殿様
声 - 梅津秀行
性別 - 男
下克上で成り上がったらしい、見栄っ張りな殿様（後述の「見栄城」も参照）。
一人称は「ぼくちゃん」または「わし」。いつも家老の三太夫がそばにいる。
ちょんまげがとても長いが、背丈は子供くらいしかなく声もとても高い。とても高い靴を履いている。またおなかを壊しやすく、家宝の腹巻がないと寝られないらしい。
わがままで貰ったものは返さないと駄々をこねる。自分でやることは全て三太夫に押し付けている。また、冗談として殿を辞めるといって気分爽快することがある。
音に敏感で、夜は小さい物音でも眠れない体質である（「眠れない」と言っていたが、夜番を担当していたぜんまいざむらいたちによるとぐっすり眠っていた）。
一度殿様を辞めるといい南国に旅行するが、すぐに帰国した。また殿様を辞めるのは冗談だった。
三太夫
声 - 川上貴史
性別 - 男
見栄城の殿様のご家老。
殿様を高い高いしてあげているときに誤って彼を天井にぶつけてしまい、怒りを買われ解雇されたことがある。

### 不定期登場のキャラクター
百八匹犬屋
声 - 中村大樹
性別 - 男
百八匹の犬を売る「百八匹ワンコ」の主人。語尾に「わん」を付ける。
移動の際には犬笛を吹いて屋台ごと移動する。正体は悪人で、近所の犬を誘拐して他の人に売ろうとしていた。ぜんまいざむらいにばれた（というより自分で「犬を盗んだ」とばらした）後、今まで誘拐してきた犬たちにぜんまいざむらいを倒させようとしたが返り討ちに遭ってしまい、ぜんまいざむらいに改心させられる。
猫屋おせん
声 - 高田由美
性別 - 女
「ねこじるしせんべい」を売る「猫印煎餅屋」の女主人。語尾に「にゃ」を付ける。
猫耳をつけた美しい女性であるが、正体は悪人で、夜中に近所の猫を集めて工場で煎餅を無理矢理作らせていたため、ぜんまいざむらいに改心させられた。
「もういいかい?」では野良猫軍団に煎餅を食い荒らされてしまうが、ぜんまいざむらいが野良猫たちを改心させた後、まっちゃの名案で全ての野良猫を飼う代わりに猫屋で働かせる事にした。また、この時「毎朝私が一人で焼いているのに!」と以前の必笑だんご剣が効いていることがわかる発言も。
飛脚の飛び助
声 - 逢坂力
性別 - 男
慌てん坊な郵便屋さん。
ぜんまいざむらいの事を「ぜんのじ」、なめざえもんのことを「なめのじ」、ピエールのことを「ぴえのじ」のように、人の名前の最後に「じ」を付ける。口癖に「合点承知の助でい!!」を用いる。郵便屋さんであるが、記憶力はあまり良くない。
十万屋十兵街、十万屋万之助
声 - 松林大樹(十兵街)、増岡太郎(万之助)
性別 - 男
大阪弁を話す浪花（現在の大阪）出身の商人の兄弟。兄が十兵街、弟が万之助である。
しばしばからくり大江戸に現れては住民を騙してインチキ商売をするため、殆ど詐欺師に近い(作中では8回)。インチキだとばれた際には無責任な言い訳をする（この際、万之助のヘマに対して十兵衛が蹴りかかるのがお約束）。
『うそつきの雨』では、彼らに騙されたわたあめ姫が仕返しとして雲に仕込ませた本音を言う雨を浴びて正直になるが、「正直だと商売できない」と落ち込んでしまったため、わたあめ姫は嘘をつく薬を雲に仕込もうとしたが手を滑らせて雲に落としてしまい、十万屋兄弟は丁度いい位の元の嘘つきに戻ったが、ぜんまいざむらいたちと町中の人たちが嘘を付くようになってしまう。その後、十万屋兄弟は本当に改心し、だんご剣と七色だんご剣の玩具を販売した。これを見たぜんまいは多少複雑な気分だった。
弟の万之助は顔がアザラシに似ている。
瓦バンバン
声 - 金丸淳一、近藤隆、陶山章央
性別 - 男
3人組のチンドン屋風の瓦版売り。
何かニュースがあると「ババンババババかわらバーン」と歌いながら瓦版を売り歩く（瓦バンバンの歌は金丸の即興で出来たものがそのまま使われた）。初登場はガセネタが多かったが、その後は本当にあったからくり大江戸の身近なニュースのネタを書くようになった。
いつも派手に瓦版を撒き散らして行くが、実はその後ろから「古瓦再生機」という掃除機とシュレッダーを合体させたような機械（実は、中で大量のカミキリ虫が紙を食べている）がついて来ており、撒き散らした瓦版を吸い取って細かく切り刻み、再生紙にして繰り返し使用している。
絵師
声 - 梅津秀行
性別 - 男
瓦バンバンと一緒にいる絵師で、彼らが見つけたニュースのネタの絵を描く。上記の3人組と比べて登場率は低い。
辻だじゃれ
声 - 増岡太郎
性別 - 男
夜道を歩いている人の前に突然現れ、寒い駄洒落をいって人を寒がらせる辻斬り。
その寒い駄洒落は体が凍りつくほど。ぜんまいざむらい達にも寒い駄洒落を聞かせたが、ぜんまいざむらいは耳栓をしていたため効かなかった。その後、ぜんまいざむらいにより、改心させられるが、今度は修業を積んで発音した駄洒落を実体化させる能力を身につけ、ぜんまいざむらいを凍らせたが、言った意味が理解できなかった豆丸には効かなかった。その後、ぜんまいざむらいの放った必笑だんご剣の団子を食べて改心し、彼と同じ駄洒落好きなあくとり代官の下で働くことになった。ギター捌きが上手で、エレキギターで「だじゃれロック」を演奏している。
また、落武者たちからは寒い駄洒落が丁度いいらしく、本人が寝不足になるほど駄洒落を聞いて爆笑したが、後に聞いたことのある駄洒落を出して落武者たちの怒りを買っている。
そろばん塾の先生
声 - 梅津秀行
性別 - 男
豆丸の先生。からくり長屋でそろばん塾を経営している。
温厚でとてもマイペースな性格。近くに進学専門の寺子屋が出来たため、塾はいつもがらがらだが、本人は気にしていない様子。
怪盗ゼニこうもり
声 - 近藤隆
性別 - 男
からくり大江戸で騒ぎを起こしており、大仏の頭のブツブツや饅頭の餡だけなど変わったもの、妙な物を盗む怪盗。変装が得意。
きちょう面太郎
声 - 増岡太郎
性別 - 男
名前の通り、几帳面かつ頑固な性格のたたみ職人。
曲がったことが大嫌いで、ずれた物や乱れた座布団を見ると丁寧に整理する。折り紙も綺麗に折ることができる。しかし、几帳面に程があったためぜんまいざむらいに改心させられ、性格も顔も丸くなった他、今まで出さなかった笑みを出した。「自分、器用で几帳面ですから…」が口癖。
きちょう面次郎
声 - 坪井智浩
性別 - 男
きちょう面太郎の弟で、兄同様几帳面かつ柔和な性格の虚無僧。しかし、兄とは対照的に堅苦しい事が大嫌い。体は捻じれるほど軟らかい。
餅の形のことで喧嘩していたらしく、面太郎と再会した後、餅の形のことは忘れておらず、口論の末、喧嘩に発展しかけたところをぜんまいざむらいのだんご剣で改心し、仲直りした。
おかっぴき平次
声 - 樫井笙人
性別 - 男
十手の形をした髷が特徴のおかっぴき。手にしている十手はマジックハンドが仕込まれている。
マナーに厳しく、マナーを犯した人を見ると「御用だ御用だ！」と駆けながら御用提灯に入れ、半日の懲役をかけるが、ぜんまいざむらいにやり過ぎだと指摘されだんご剣により改心した。「あっ半日、あっ反省しやがれー」と歌舞伎口調で喋る。
文座衛門
声 - 三戸崇史
性別 - 男
伽羅者屋の主人。五重塔のような髪形をしている。
豆丸のボケに対してノリツッコミを入れた。また、なめグッズの売上不振に怒ったなめざえもんにクレームをつけられたこともある。
そば屋 / うどん屋
声 - そば屋：堂坂晃三 / うどん屋：後藤哲
性別 - 男
蕎麦屋と饂飩屋の主人。
饂飩と蕎麦がどっちが美味しいかのことで喧嘩していた。なめざえもんは小判剣で彼らの喧嘩を止めようとしたが、「金の問題じゃない」と逆に喧嘩がエスカレートしてしまったが、ぜんまいざむらいにより「饂飩と蕎麦は同じ麺類だもんな」と和解した。
原賀ゲンナリ
声 - 土田大
性別 - 男
発明長屋に住んでいる発明家。
世界をまわって発明をし続けているが、空腹だとなかなかアイデアが浮かばないため、現在は貧乏な暮らしをしている。雨雲分解機、透明人間になれる薬、潜水艇にもなる船、自動髪結い機、頭ヨクナール、自動あかすり機等を発明している。何かアイデアが浮かぶと膝を叩いて豆電球を出しながら「ひらめいたり！」と言うのがお約束。
語尾に「でシュタイン」とつけて話す。名前の由来は、平賀源内。
かじやん
声 - 河本邦弘
性別 - 男
からくり鍛冶屋の工房の親方。どのようなものを作っているかは不明。
ぜんまいざむらいたちと温泉に来ているところに雪女の雪乃と出会い、一目ぼれする。
雪乃
声 - 小林希唯
性別 - 女
妖艶な雪女（ファム・ファタール）。
彼女の周りだけ常に雪が降り、その周囲は温泉さえ凍結する。雪女なのに冷え性に悩むという。かじやんの周りだけ凍結しなかったことから運命的なものをお互いに感じ、からくり鍛冶屋の工房で同棲するようになる。この同棲は相互にメリットもある。
なめざえもんのママ
声 - 松岡洋子
性別 - 女
通称なめママ。
黒子のお供を引き連れ、きらびやかな装飾のカゴで現れる。なめざえもん以上の大金持ち。簪には大判が連なっており、なめざえもんの小判剣同様、振りかざして大判を出すことができる。
一人息子のなめざえもんをいつも心配していて、なめざえもんの意思とは関係なく結婚相手を何十人と連れてきたり、髷をぜんまい型に変えて、人気者になってもらおうとするが、なめざえもん本人は非常に嫌がっている。また、結婚の邪魔になるという理由でなめざえもんが絵師に頼んで描いてもらった「ずきんちゃんとの2ショット肖像画」を処分したが、ぜんまいざむらいによって改心した後、処分した絵を元の場所に持ってきたが、「面白くない絵でごじゃりますね」と、わたあめ姫に絵をドロドロにされてしまっている。この話でぜんまいざむらいは彼女にだんご剣を使い改心したと思いきや、だんご剣に耐性がついてしまったため、七色だんご剣でようやく改心した。
語尾は「ザンス」。
黒子
声 - 金丸淳一、松林大樹、沼田祐介
性別 - 男
なめざえもんとなめママの使用人。なめざえもんによると休暇日があるらしい。
悪駄衛門
声 - 川上貴史
性別 - 男
ぜんまいざむらいのぜんまいと同じ形をしたチョンマゲが特徴の泥棒。ピーナッツが大好物。
初登場の「豆丸三兄弟」では黄金の落花生の殻を盗み、後の「ごまちゃんのからくり大江戸見物」ではダイヤの落花生の殻を盗んでいるが、仕舞いにはぜんまいざむらいにより改心させられ、盗んだ落花生の殻を返している。
泣き濡れ戦士
声 - 河本邦弘
性別 - 男
「必笑だんご剣」と違い、泣かせることで相手を改心させる「泣きぬれせんべい剣」（剣といっても三度笠に濡れ煎餅がぶら下がっているだけ）を持つ剣士。
ぜんまいざむらいに勝負を挑む。泣きぬれせんべい剣に付いている濡れ煎餅は食べると悲しい気持ちになり、泣いて改心をしてしまう。
元々はせんべい屋を営む、自称真面目な好青年だった。
怒りの用心棒
声 - 太田哲治
性別 - 男
泣き濡れ戦士に勝利したぜんまいざむらいを見て戦いを挑んできた剣士。
ただ改心させるだけでは生ぬるいと、食べると体中に電撃ショックが走る「電撃おこし剣」を使う。電撃おこし剣は、剣を持っている人の怒りを電気エネルギーに変換することにより抜くことができる。その剣から放たれるおこしは電流を帯びており、味は体中から電撃ショックが走るほど辛い。一人称は「わっし」、二人称は「おんどれ」。
もともと第28話の最後にオチとして登場しただけのキャラクターだったが、後の第91話ではメインキャラクターとして再登場。その際にぜんまいざむらいのだんご剣で改心して、穏やかな性格になり、電撃おこし剣を抜けなくなった。
押入れわらし
声 - 恒松あゆみ
性別 - 女
押入れから出てきて、早口言葉を言わせる。3回うまく言えないと、顔に「×」を書かれてしまう(ずきんちゃんは△、かみちよね〜さんはハートだった)。いたずら好きな性格。
ピエールに早口言葉を言わせたが早口言葉が得意の彼と加勢（リベンジ）したぜんまいざむらいに敗退した。
押入れわらこと押入れわら蔵とは姉弟。
押入れわらこ
声 - 後藤沙緒里
性別 - 女
押入れわらしの妹で、押入れわらし2代目。
姉の押入れわらしとは違い、こちらはなぞなぞを出して答えを言わせる。制限時間内に問題に答えないと、顔に「×」をかなりべた塗りで書かれてしまう。髪型と服装を除き、顔が姉に似ている。姉と弟に比べておとなしい性格で、丁寧な口調で話す。
からくり大江戸の人々になぞなぞを出しまくり、答えが分からない人々のもやもやした気分で町中にもやが掛かるが、見かねてなぞなぞに挑戦したぜんまいざむらいに全問正解され敗退。
押入れわら蔵
性別 - 男
押入れわらしの弟で、押入れわらし3代目。
姉の押し入れわらしと押し入れわらことは違い、クイズを出して答えを言わせる。制限時間内に問題に答えないと顔中に「×」のシールを貼られてしまう。簡易な問題を答えられると「～ですがぁ」とフェイントをつける癖がある。
からくり大江戸の人々にクイズを出しまくり、押入れわらこのように町中にもやが掛かるが、リベンジとしてクイズに再挑戦したぜんまいざむらいに全問正解され敗退。
テンテン（子天狗）
声 - 植竹香菜
性別 - 男
天狗男の子、未熟で、飛行の術もうまく使えない。
豆丸と知り合い、仲良くなった。豆丸と再会した時は飛行の術は少し上達している。語尾に「～テン」をつけて話す。
テンカア
声 - 加藤優子
性別 - 女
テンテンの母親。
テンテンが人間と付き合う事に反対していたが、性格まで天狗になってしまった豆丸をぜんまいざむらいと共に正気に戻したテンテンを見て、豆丸と付き合うことを認めた。
およねちゃん
声 - 小林希唯
性別 - 女
「ハートの段々畑」や「とうもろ星」を栽培している農家の女の子。
豆丸の友達で、ぜんまいざむらいたちも一緒に農作業の手伝いに来たことがある。東北弁で話す。
まげ太郎
声 - 高田由美
性別 - 男
なめざえもんの家の前にいた子犬。なめざえもんが飼い主の代わりに世話をしていた。
ある夜「フライングディスクを取ってくるでやんす…」というなめざえもんの寝言を真に受けて、日中遊びに行った時に木に引っ掛かってしまったフライングディスクを取りに行ったが野犬に襲われ、木から下りられなくなる。なめざえもんも黄色のファーを使って何とか応戦していた所、駆けつけたぜんまいざむらいに助けられた。最後は飼い主の元へ帰っていった。
本名は「ゴロー」で、なめざえもんが付けた名前はなめざえもんいわく「尻尾があちきのまげに似ているでやんす」とのこと。
クマさん
声 - 陶山章央
性別 - 男
北海道へ訪れた曽我鍋経に鮭の取り方を教えたクマ。
あくとり代官に再挑戦したが「まずい」と言われ鍋経は怒ったが、一番怒ったのは彼のほうで、激怒してちゃぶ台返しをした後、あくとり代官と喧嘩になってしまった。
他には、あくとり代官が渡辺綱缶に鍋対決する時、鍋に使う鮭を持って来てくれている。
剣豪
声 - 園部啓一
性別 - 男
茶じじを倒そうと狙っている剣豪。
携えている刀は抜くと刀身が出てくる仕組みになっている。アフロのようなリーゼントの髪型が特徴。
茶じじの団子の串を使った串捌きにより敗北し、茶じじ流だんご剣により改心した。名前は「けんごう」とは読まず、「つるぎごう」と読む。
佐々木小じじ
声 - 藤城裕士
性別 - 男
茶じじに因縁を抱く老剣士。
若い頃に茶じじの「最低な技（不意打ち）」に敗れてしまい、特訓に励んでいた。しかし、長年特訓をし続けたため、年老いて上手く戦えないため、からくり鎧に搭乗して茶じじを圧倒するも、結局は茶じじの不意打ち（空飛ぶ焼いた鱈子）により敗れてしまった。
おなら仙人
声 - 河本邦弘
性別 - 男
おならを自由自在に操る仙人。
豆丸とは知り合いで、豆丸に対して「あっ豆ちゃん、呼んだーー?」と返事をした（ぜんまいざむらいいわく「か、軽い…」）。
喋りっぺや火を消すことができる。また、匂いも調節することができ、香水の匂いにすることも可能。おならを戻す時は吸い込み口を使う。豆類と芋類しか食べない。
エレキテルの助
声 - 仁科洋平
性別 - 男
「エレキテル」を売る商売人。
古い物はすべて駄目なものだと思っている。ぜんまいざむらいの必笑だんご剣を次々とかわしたが、豆丸が仕掛けたバナナの皮に滑ってしまった（本人いわく「こんな古い手に引っ掛かるなんて…」）ところを必笑だんごを食べて改心した。
なお実際にエレキテルを発明したのは平賀源内であるが、上記の「原賀ゲンナリ」とは全くの別人。
曽我鍋経
声 - 増岡太郎
性別 - 男
九州出身の鍋料理人。
鍋を食べに来たあくとり代官に石狩鍋を用意したが、あくとり代官は「鮭が冷凍だ」ということで食べようとしなかったことにショックを受け、2人の息子を置いて北海道へ旅立ち、クマに鮭の取り方を教わって（息子たちは「父はクマに食べられた」と思っていた）あくとり代官に再挑戦したが、「まずい」とはっきり言われたため怒ったが、一番怒ったのはクマの方だった。
渡辺綱缶
声 - 河野智之
性別 - 男
あくとり代官の弟弟子。
あくとり代官と彼の師であるなべ奉行の娘、おたまちゃんに恋していたが、彼女が恋していたのはあくとり代官だと聞き、アイス鍋などの鍋を作りつづけなべ奉行と喧嘩し、道場を脱退した。些細なことで逆上する短気な性格になってしまっている。
山奥の温泉で面影はないあくとり代官と再開、あくとり代官に鍋対決をしたが、勝利したのはあくとり代官だった。彼はその事に「納得できるか」と逆上したところをぜんまいざむらいに落ち着かされ敗北を認めた。そして、面影はないおたまちゃんと再開し彼のほうが好きであることに感涙した（おたまちゃんいわく「あくとり代官は好きだけど、ダジャレばかりはちょっと…」とのこと）。
ゲイジュツ野郎
性別 - 男
岡本太郎もしくは「ゲイジュツはバクハツだ」をモチーフにしたような人物。語尾は「だァート」が口癖。
彫刻や絵画など色んなアートを作って回るが、それらの作品はどれも一般人には理解できないようなものばかりで、かえって迷惑。
また、平凡な絵画は興味はなく、特に茶じじの描いた三日月池の絵を池に放り投げ、まっちゃの描いた絵だけ集中するところがある。
貧乏神
声 - 鈴木琢磨
性別 - 男
貧乏の神様。
ビンボーダンスを踊ることで、取り憑いた人を貧乏にしてしまう。なお、ぜんまいざむらいは元から貧乏なのでほとんど変化がなかった。
対極する関係にある大福の神とは、神様幼稚園で一緒だったことがあるが、仲はあまりよくないようである。大福の神からは「貧ちゃん」と呼ばれている。
火消しの八五郎
声 - 相馬幸人
性別 - 男
大江戸消防署の次期隊長とも噂されている若き消防隊員。め組。
一時期は昇進に目がくらみ、火の気を感じればたとえさんまの煙にもすぐさま駆けつけていたが、楽しみにしていた焼き芋の火を消されたことに怒ったぜんまいざむらいのだんご剣で反省した。
丑三仮面 / マケシカ南斎
声 - 太田哲治
性別 - 男
炎の絵を描いてからくり大江戸を騒がせる謎の男。
その正体は絵師のマケシカ南斎で、座長に頼まれた絵を描くと地味になってしまうことにストレスを感じ、炎の絵を描いてストレス発散していた（本人いわく「座長は絵を快く思っていない」）。八五郎により正体を暴かれ、ぜんまいざむらいによって改心した。
名前の由来は葛飾北斎(勝つ⇔負け、北⇔南と対義語である)。
パラボーラ公爵
声 - 福沢良一
性別 - 男
自分の国が戦争にあっているため、ぜんまいざむらいに救援を求めてきたスペイン人。実はオレオレ団の頭領で、ぜんまいざむらいがいないところでからくり大江戸を征服しようと企んでいた悪人。
ぜんまいざむらいを監禁し、そのうちに偽ぜんまいざむらいを差し向けてからくり大江戸を大混乱に陥れるが、ぜんまいざむらいを助けに来たなめざえもんが呼び出した出前たちにより船を沈没させられ（ちなみにこの出前の請求書は全て船の近くで出前を食べていた天蓋男に渡された）、ぜんまいざむらいによって改心する。
バブルン
性別 - 不明
外国で人気ナンバーワンのマスコットキャラクター。
からくり大江戸にも連れてこられたが、どうも住人達の肌には合わなかった様子。
近江屋一之助
声 - 片浦寛子
性別 - 男
呉服商、近江屋の若旦那。ぜんまいざむらいにそっくりの容姿。将来、近江屋を継ぐ為、帝王学を仕込まれる。
不良に恐喝された所をぜんまいざむらいに助けられたことがきっかけで知り合った。そして、一時的ぜんまいざむらいと入れ替わったが、町人が喧嘩しているところで団子剣が抜けない状況に陥った。
ムシバキン（ムッシーナ / バーバラ / キングジョー）
声 - 鈴木清信 / 長澤未来 / 川上貴史
性別 - 男 / 女 / 男
3人組の虫歯菌。歯ごと食べる時は犬歯が伸びる。
なめざえもんの歯についた食べ粕を歯ごと食べ、頬が腫れてしまうほどに至らしめた。さらになめざえもんが歯磨きをいつも怠っていたため、ドリルの先端を折り曲げてしまうほどの力をついてしまっている。気の毒に思ったぜんまいざむらいが放った団子を食べ（この際、豆丸に「虫歯菌にだんご剣は効くでござるか?」と指摘されている。また、この回の最後に天蓋男が「団子じゃ虫歯は治らない」と視聴者に言っている。）、改心してなめざえもんの口から出て行った。
カビ星人
性別 - 不明
なめざえもんの髷に執り憑いた、宇宙からの光るカビ。地球防衛軍の宇宙人のような発声。
かなりの強敵で、からくり大江戸の住民を洗脳した(従来のだんご剣にも執り憑き、使用不能にしてしまった)。わたあめ姫から授けられた必笑七色だんご剣で、ようやく撃退に成功。カビと言われると「カビっていうな！」と言う。
中には上記のムシバキンに似たカビ星人もいる。
のら猫盗賊団
性別 - 不明
からくり大江戸を食いつくしてやろうとする野良猫。
かくれんぼでぜんまいざむらいが鬼になって豆丸・ずきん・なめざえもん・温泉であった子供たち・まっちゃは隠れたが、まっちゃとなめざえもんだけは出てこなかった。
なめざえもんは、秘密の部屋に隠れていたが、みんななめざえもんの事を忘れていた。
まっちゃは飛行船に隠れていたが、飛行船が出発してしまい眠っていたまっちゃはあわてて川に落ちてしまった。そこでのら松とのら八にあって、隠れ家に招待した。
まっちゃはこの野良猫たちが悪い猫だと知ったが、1度入った限り仲間を裏切る事は許せないのがこの野良猫たちの約束。
あくとり代官から野良猫たちが暴れているのを聞いたぜんまいざむらいは、必笑だんご剣でさわぎを静めた。
野良猫たちは、猫屋のおせんが飼って働かせた。
のら松は、白い猫。体中に「松」の模様がある猫。のら八は、茶色の猫。背中に数字の「8」がある猫。のらねこ8代目親分は鼠色の猫、旅がらすの帽を持っている。
ブイナベース
性別 - 不明
ナベリンピックに出てきたフランス人。
第3ポイントの池に油を落とした。あくとり代官はその油を踏んでしまい、池に入ってしまい大切な火が消えてしまった。
なんとかゴールはできたが、せこい事をしたのがばれてしまった。
必笑だんご剣を食べて反省した。
チャイナーベ
性別 - 不明
ナベリンピックに出てきた中国人。
第1ポイントの井戸のバケツにおもりをつけた。あくとり代官はひもを引っ張るが、重すぎて他のチームに追いつかなくなる。
なんとかゴールはできたが、ブイナベース同様せこい事をしたのがばれてしまった。
必笑だんご剣を食べて反省した。
さくら
性別 - 不明
ぜんまいざむらいにラブレターを送った人物。
本当は桜山という元力士だが、手紙には「さくら」と書かれていた。
ぜんまいざむらいはさくらの待ち合わせ場所（三日月池）に行ったが、さくらが男だと知ってしまいぜんまいざむらいは落ち込んだ。
また、さくらが送った手紙はラブレターでは無く決闘状だった。
どろぼう猫の虎次郎
性別 - 男
色々な所から物を盗みからくり大江戸の話題になっていたどろぼう猫。
だが実際は子猫に食べ物を食べさせていただけでぜんまいざむらいからダンゴ剣の団子を貰い改心した。
おめんねジロー
声 - 川上貴史
性別 - 男
おめんのような顔をしており、へんなおめんばかり作る。
謝る時は「おめんね、おめんね」と言いながら謝る。おめんにはO.J(頭文字)とサインが書かれている。かみちよねーさんが好き。

## からくり大江戸
からくり仕掛けが非常に発達している未来の江戸の街。スターバックスに似たコーヒー屋もある。オープニングの際に一望することができる。
だんごやいっぷく
おばばが経営する団子屋。客は少ないが、期間限定の団子を販売するなどして売り上げを伸ばそうと頑張っている。団子の形をした看板が取り付けられている。
屋根裏にぜんまいざむらいと豆丸が住んでいる。
やぐら寿司（やぐらずし）
寿司屋。
屋根の上の風車の回転で店内のからくりが動作する。この店では寿司ではなく客が回る。
見栄城（みえじょう）
からくり大江戸が一望できる高台にある「城」。
板に描かれた城で、本物の小さい城を隠している。ショーグンザル（十万屋兄弟が作ったカラクリ怪獣）によって倒されたことがある。
西洋寺子屋（せいようてらこや）
ヨーロッパ調の寺子屋。
段々道場（だんだんどうじょう）
ずきんちゃんの家の隣にある、さまざまなスポーツの特訓ができる道場。
その内容は月ごとに変わるため、「詳しくはテキストをご覧下さい」とされている。
三日月池・三日月橋（みかづきいけ・みかづきばし）
からくり大江戸では有数のデートスポット。
夜になるとカップル達でいっぱいになる。三日月橋の上でデートすると別れ話になるという噂があるらしい。
あくとり亭（あくとりてい）
人生相談ができる鍋料理屋。
主人はあくとり代官である。「チーズぽんず」のような変なメニューがある。
大江戸消防署（おおえどしょうぼうしょ）
火消しの八五郎たちが働く消防署。
出動時には、「出動」ではなく「出場」と書かれたランプが点灯する。火消したちの掛け声は「おけつ出しても火事出すな！」。
髪結床
からくり大江戸にある髪結床。
灯台
カラクリ大江戸の南部にある蝋燭の形をした灯台。数枚の反射鏡で光を照らしている。
ぜんまいざむらいと豆丸が反射鏡を壊してしまった際には、ぜんまいざむらいのぜんまいで光を照らしたことがある。その後、灯台の傍にぜんまいざむらいの銅像が立てられた。
発明長屋（はつめいながや）
数々の発明家たちが住む長屋。
原賀ゲンナリがいる長屋は自動扉になっているが100回足踏みしないと開かないうえ、途中で止まってしまうため、ぜんまいざむらいからは「最初から手で開ければよかった」と呆れられていた。
大好き焼き
からくり大江戸の高山にあるかがり火。
プロポーズをするときに使われ、好きなら「大好き」、嫌いなら「大嫌い」の送り火を点して告白してくれた相手に気持ちを示す。
伽羅物屋（きゃらものや）
キャラクターグッズ専門店。
からくり大江戸の住人をかたどった商品が数多く販売されている。本人への承諾は取られていないらしく、数多くのバージョン違いが存在してマニアを唸らせている「ずきんちゃんフィギュア」を見た本物のずきんちゃんは困惑していた。
なめざえもんグッズは、売上不振のあまり「さしあげます」の札と共に店の奥に積み上げられている。
学びの塔
職業訓練センター。ずきんちゃんがここで頭巾の縫い方を習っている。
からくり大江戸図書蔵
公共図書館。建物の形自体が「本」の字の形。返却期限厳守。

## スタッフ
- 原案 - m&k（丸山もも子と鍬本良太郎）
- 監督 - やすみ哲夫
- チーフ演出 - 野中かずみ
- 脚本 - 大野木寛、河原ゆうじ、北条千夏、小松崎康弘、西園悟、石川智子、やすみ哲夫、岡部優子、山口亮太、きたいさちこ、川辺美奈子、山田かおり、高橋健太、山下友弘
- キャラクターデザイン、レイアウトチェック - 秋穂範子
- 総作画監督 - 神戸環
- 3Dデジタル - 武内桃子
- 動画検査 - 藤野京子
- 美術監督 - 永井由香→氣賀澤佐知子→丸森俊昭→松宮由美
- 色彩設計 - 宮下眞理
- 色指定検査 - 鈴木絵里加
- 撮影監督 - 袖山岳大
- 編集 - 瀬山武司
- 音響監督 - なかのとおる
- 音楽 - 三宅純、SUN.SALT&TIME
- 音響制作・録音スタジオ - HALF H・P STUDIO
- プロデューサー - 吉澤昌→植田益朗
- アニメーション制作 - A-1 Pictures、ノーサイド
- 製作 - アニプレックス、小学館

## 主題歌

### オープニングテーマ
作曲・編曲はすべて三宅純。
「ぜんまいざむらいのうた」
CHAKAによるオープニングテーマ及び5分枠版エンディングテーマ。作詞は原作者であるm&k。
2008年度のみオープニングのアニメーションがマイナーチェンジされている。
エンディングに関しては、尺の都合上エンディングがかなり簡素のものとなっており、襖が閉まるアニメーションが出た後、間奏部分をバックに、声の出演やスタッフ（脚本・絵コンテ・演出・作画のみ）がテロップで表示されるというものだった。
襖の色は、月曜日の放送が青なら、火曜日はピンク、水曜日は青という風に日替わりで変わる。この色は2007年4月2日にはマイナーチェンジが行われている。
一部の回はストーリーに合わせて襖が変わっており、「ゲイジュツ大バクハツ」ではカラフルな襖、「かみカミ、カミキリ虫」ではカミキリムシに食われて穴だらけになった襖、「どろんこ寺のどろんこ小僧」ではどろんこ小僧によって泥だらけになった襖、「歌う弁慶」では天蓋男の歌に対する評価「0点」と書かれた襖、「アクタレざむらい復活!」では天蓋男の両手が飛び出していた襖だった。
「ぜんまいな人生」
勝沼恭子による10分枠版初代エンディングテーマ。作詞は三宅純と勝沼恭子。
戦前のジャズ風の曲となっており、アニメーションもレトロな雰囲気になっていた。
「ぜんまいチャチャ」
ぜんまいざむらいによる10分枠版初代エンディングテーマ。作詞はm&k＋勝沼恭子+三宅純。2008年3月31日放送分より使用。

## 放送形態
放送時間は毎週月曜 - 金曜日の午前7時50分 - 7時55分、午後5時40分 - 45分である。午後の放送は午前の放送の再放送。
2007年4月2日より毎週月曜 - 金曜日の午前7時45分 - 7時50分、午後5時30分 - 40分となった。朝の放送は今までどおり5分の放送だが、午後の放送は10分と延長された（午後は10分の第2シリーズの放送1本か、第1シリーズの今までの再放送を2本立てする場合とがある）。月曜日と金曜日は第2シリーズの一部、火曜日 - 木曜日は第1シリーズの再放送。また、朝の放送は2008年1月中旬から第2シリーズに突入した。
不定期に再放送がある。数話まとめて再放送する時のタイトルは「大盛り！ぜんまいざむらいざんまい」など。
2008年3月31日より朝放送時間が30分早くなり、7時15分 - 7時25分の10分になった。夕方の放送はいままでどおりの放送。放送されるのは第3シリーズの新作か第1、第2シリーズの再放送の登場人物に関する特集の2本立て。
2009年4月6日以降はすべて再放送で2009年2月6日の「高い塔にはご用心」は最後の新作となった。

## 漫画
あさだみほ『ぜんまいざむらい』
学年雑誌『小学二年生』にて2006年から2007年まで連載された。
勝見直人→さいとうひろ『ぜんまいざむらい』
児童雑誌『コロコロイチバン!』にて勝見直人版は2006年から2007年、さいとうひろ 版2007年から2008年まで連載された。

## 参考資料
- m&k『ぜんまいざむらいだいじてん テレビ超ひゃっか』小学館、2006年、ISBN 4-09-750861-X